# Szürkekabátos gébics
A szürkekabátos gébics (Lanius excubitoroides) a madarak osztályának verébalakúak (Passeriformes) rendjén belül a gébicsfélék (Laniidaee) családjába tartozó faj.
A magyar név forrással nincs megerősítve.

## Előfordulása
Burundi, Csád, Etiópia, Kamerun, Kenya, a Közép-afrikai Köztársaság, a Kongói Demokratikus Köztársaság, Mali, Mauritánia, Nigéria, Ruanda, Szudán, Tanzánia és Uganda területén honos.

## Alfajai
- Lanius excubitoroides bohmi
- Lanius excubitoroides excubitoroides
- Lanius excubitoroides intercedens

|  |

## Külső hivatkozások
- Képek az interneten a fajról